# TÜV
TÜV (zkratka pro Technischer Überwachungs-Verein, česky Technické kontrolní sdružení) je německé sdružení organizací, které se zabývají testováním výrobků všeho druhu, za účelem ochrany lidí a životního prostředí proti různým nebezpečím. Jako nezávislý konzultant kontroluje provozy, energetická zařízení, motorová vozidla, zařízení a výrobky (např. zboží pro spotřebitele). Mnoho činnosti TÜV spočívá též v oblasti projektového vývoje energetických a dopravních konceptů, v řešení problémů v oblasti ochrany životního prostředí a v působení jako standardizační organizace. Mnoho z organizací sdružených v TÜV také poskytuje certifikační služby pro různé standardy, např. systém řízení jakosti podle ISO 9001 nebo (pro automobilový průmysl) ISO/TS 16949. Sdružení TÜV jsou v Německu rozděleny podle geografické polohy, můžeme mezi nimi tedy najít např. TÜV SÜD (jih), TÜV NORD (sever), TÜV Rheinland (Porýní), atd.